# Resolució 52 del Consell de Seguretat de les Nacions Unides
La Resolució 52 del Consell de Seguretat de les Nacions Unides, aprovada el 22 de juny de 1948, havent rebut els informes primer, segon i tercer de la Comissió de l'Energia Atòmica dels Estats Units (USAEC), el Consell va dirigir al Secretari General de les Nacions Unides que transmetés els informes segon i tercer, juntament amb un registre de les deliberacions del Consell sobre ells, a l'Assemblea General de les Nacions Unides i als Estats membres de les Nacions Unides.
La resolució es va aprovar amb nou vots a cap; l'RSS d'Ucraïna i la Unió Soviètica es van abstenir.